# Rui Faria
Rui Filipe da Cunha Faria (Balugães, Barcelos, 14 de junho de 1975) é um treinador português que atualmente exerce o cargo de auxiliar técnico do Fenerbahçe, da Turquia. Após uma curta experiência como treinador principal, voltou a trabalhar como auxiliar de José Mourinho.
Faria é licenciado em desporto e educação física pela Faculdade de Ciências do Desporto e Educação Física da Universidade do Porto.
Dotado de uma grande capacidade de organização e de uma excelente forma de trabalho, Rui Faria foi por muito tempo o "braço direito" de Mourinho, seguindo-o desde os tempos em que trabalharam juntos no União de Leiria. Foi treinador assistente na União de Leiria, no Porto, no Chelsea, na Internazionale, no Real Madrid e no Manchester United, se desligando em 2018 do treinador português.
Num documentário transmitido pela SIC sobre José Mourinho, o Special One confessou que, quando abandonar ou for mais velho, Rui Faria será o seu grande sucessor.

## Títulos

### Como auxiliar técnico
Porto
- Primeira Liga: 2002–03 e 2003–04
- Taça de Portugal: 2002–03
- Copa da UEFA: 2002–03
- Supertaça Cândido de Oliveira: 2003
- Liga dos Campeões da UEFA: 2003–04

Chelsea
- Premier League: 2004–05, 2005–06 e 2014–15
- Copa da Liga Inglesa: 2004–05, 2006–07 e 2014–15
- Supercopa da Inglaterra: 2005
- Copa da Inglaterra: 2006–07

Internazionale
- Serie A: 2008–09 e 2009–10
- Supercopa da Itália: 2009
- Copa da Itália: 2009–10
- Liga dos Campeões da UEFA: 2009–10

Real Madrid
- Copa do Rei: 2010–11
- La Liga: 2011–12
- Supercopa da Espanha: 2012

Manchester United
- Supercopa da Inglaterra: 2016
- Copa da Liga Inglesa: 2016–17
- Liga Europa da UEFA: 2016–17

### Como treinador
Al-Duhail
- Copa do Emir do Catar: 2019